# 科特马尔
科特马尔（德語：Kottmar，發音：[ˈkɔtmaʁ]）是德国萨克森州格尔利茨县的市镇，面积47.34平方千米，2023年12月31日人口为7,051人。该市镇于2013年1月1日由市镇艾包、下昆讷斯多夫与上昆讷斯多夫合并而成，得名于同名山丘。